# Paralelo
Se denomina paralelo a la intersección del geoide terrestre con un plano   perpendicular al eje de rotación de la Tierra.
Sobre los paralelos, y a partir del ecuador o paralelo 0, se mide la latitud —el arco de circunferencia expresado en grados sexagesimales—, que podrá ser norte o sur, en función del sentido de medida de la misma. A diferencia de los meridianos, los paralelos no son circunferencias máximas, salvo el ecuador, no contienen el centro de la Tierra.
El ángulo formado (con vértice en el centro de la Tierra) sobre cualquier plano meridiano por un paralelo y la línea ecuatorial se denomina latitud y es la misma para todos los puntos del paralelo, la cual se discrimina entre latitud Norte y latitud Sur según el hemisferio.
Tanto meridianos como paralelos forman el sistema de coordenadas geográficas basado en latitud y longitud.
Los círculos de latitud se llaman a menudo paralelos porque son paralelos entre sí; es decir, los planos que contienen cualquiera de estos círculos nunca se intersecan entre sí. La posición de un lugar a lo largo de un círculo de latitud viene dada por su longitud. Los círculos de latitud son diferentes de los círculos de longitud, que son todos grandes círculos con el centro de la Tierra en el medio, ya que los círculos de latitud se hacen más pequeños a medida que aumenta la distancia desde el Ecuador. Su longitud puede calcularse mediante una función seno o coseno común. Por ejemplo, el paralelo 60 norte o el sur tienen la mitad de longitud que el Ecuador (sin tener en cuenta el menor achatamiento de la Tierra en un 0,335%), resultante de {\displaystyle cos(60^{\circ })=0,5}. En la proyección de Mercator o en la proyección de Gall-Peters, un círculo de latitud es perpendicular a todos los meridianos. En el elipsoide o en proyección esférica, todos los círculos de latitud son línea de rumbos, excepto el Ecuador.
La latitud del círculo es aproximadamente el ángulo entre el Ecuador y el círculo, con el vértice del ángulo en el centro de la Tierra. El Ecuador está a 0°, y el Polo Norte y el Polo Sur están a 90° al norte y 90° al sur, respectivamente. El Ecuador es el círculo de latitud más largo y el único círculo de latitud que también es un gran círculo. Como tal, es perpendicular a todos los meridianos.
Hay 89 círculos de latitud integrales (enteros grados) entre el Ecuador y el polos en cada hemisferio, pero éstos pueden dividirse en medidas más precisas de latitud, y a menudo se representan como un grado decimal (por ej. p. ej. 34,637° N) o con minutos y segundos (p. ej. 22°14′26″ S).
En un mapa, los círculos de latitud pueden ser paralelos o no, y su espaciado puede variar, dependiendo de la proyección que se utilice para representar la superficie de la Tierra en un plano. En una proyección equirectangular, centrada en el ecuador, los círculos de latitud son horizontales, paralelos e igualmente espaciados. En otras proyecciones cilíndricas y pseudocilíndricas, los círculos de latitud son horizontales y paralelos, pero pueden estar espaciados de forma desigual para dar al mapa características útiles. Por ejemplo, en una proyección Mercator los círculos de latitud están más espaciados cerca de los polos para preservar las escalas y formas locales, mientras que en una proyección Gall-Peters los círculos de latitud están más espaciados cerca de los polos para que las comparaciones de área sean precisas. En la mayoría de las proyecciones no cilíndricas y no pseudocilíndricas, los círculos de latitud no son rectos ni paralelos.
Los arcos de círculos de latitud se utilizan a veces como límites entre países o regiones donde no existen fronteras naturales distintivas (como en los desiertos), o cuando se traza una frontera artificial como una «línea en un mapa», lo que se hizo a escala masiva durante la Conferencia de Berlín de 1884, en relación con enormes partes del continente africano. Las naciones y estados norteamericanos también se han creado en su mayoría mediante líneas rectas, que a menudo son partes de círculos de latitudes. Por ejemplo, la frontera norte de Colorado está a 41° N, mientras que la frontera sur está a 37° N. Aproximadamente la mitad de la longitud de la frontera entre Estados Unidos y Canadá sigue los 49° N.

## Los cinco paralelos principales

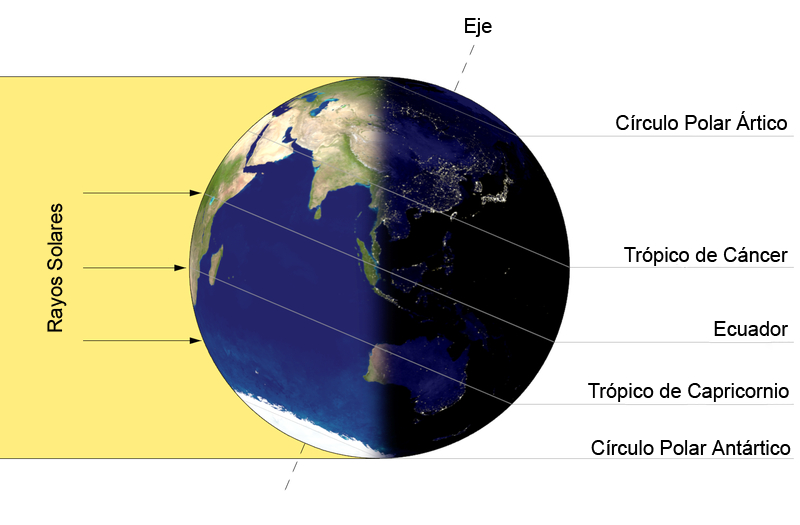
Iluminación de la Tierra en el solsticio de diciembre.

Existen cinco paralelos notables o principales que se corresponden con una posición concreta de la Tierra en su órbita alrededor del Sol y que, por ello, reciben un nombre particular:
- Círculo polar ártico (latitud 66°33′ N). Es el paralelo más al norte en el cual tienen lugar la noche polar y el sol de medianoche en el hemisferio norte. Estos eventos ocurren en los solsticios de invierno (diciembre) y verano (junio) respectivamente.
- Trópico de Cáncer (latitud 23°27′ N). Es el paralelo más al norte en el cual el Sol alcanza el cenit. Esto ocurre en el solsticio de junio.
- Ecuador, (latitud 0°). En el ecuador el Sol culmina en el cenit en el equinoccio de primavera (marzo) y de otoño (septiembre).
- Trópico de Capricornio (latitud 23°27′ S). Es el paralelo más al sur en el cual el Sol alcanza el cenit. Esto ocurre en el solsticio de diciembre.
- Círculo polar antártico (latitud 66°33′ S). Es el paralelo más al sur en el cual tienen lugar la noche polar y el sol de medianoche en el hemisferio sur. Estos eventos ocurren en los solsticios de invierno (junio) y verano (diciembre) respectivamente.

Estos ángulos son determinados por la oblicuidad de la eclíptica (aprox. 23°27′).

## Zonas de la Tierra
A partir de estos paralelos principales, la Tierra queda dividida en tres zonas conocidas como zonas geoastronómicas:
- Una zona intertropical, también llamada zona tórrida, que es la zona comprendida entre los trópicos, y que el ecuador subdivide en norte y sur. Coincide con la máxima y mínima declinación del Sol, el cual alcanza grandes alturas y culmina en el cenit dos veces al año. En esta zona la radiación solar incide casi perpendicularmente y por ello es la más calurosa.
- Dos zonas templadas, las zonas comprendidas entre los trópicos y los círculos polares. El Sol nunca culmina en el cenit. La radiación solar incide más oblicuamente y por ello son menos calurosas que la anterior.
- Dos zonas glaciares o zonas polares, las zonas comprendidas entre los círculos polares y los polos. En las zonas glaciares la radiación solar incide muy oblicuamente, calentando muy poco.

### La zona intertropical
La zona intertropical es el espacio de la superficie de la Tierra comprendido entre los dos trópicos, a quien divide por medio el ecuador o la línea y distando cada uno 23° y 27', será toda su latitud de aprox. 47° que reducidos a leguas españolas son 822,5 y en leguas francesas 940; la longitud de esta zona es toda la redondez de la Tierra o 360° de ecuador igual a 6300 leguas españolas o bien 7200 francesas. La superficie y solidez de esta zona se hallará por los preceptos de la geometría.
Los antiguos llamaron a esta zona tórrida porque teniendo los habitantes de ella el Sol en su cenit y siéndoles sus rayos perpendiculares, juzgaron que sería en la mayor parte inhabitada por su excesivo calor, pero los modernos han encontrado en ella países frescos, templados y saludables en donde se goza casi de primavera y otoño perpetuos, porque siendo las noches de casi 12 horas y corriendo en el día vientos frescos que pasan sobre muchas leguas de mar, templan los rayos del Sol causando frecuentes lluvias y por esto en muchas partes de esta zona se hacen dos cosechas de fruto cada año y los árboles en todo tiempo tienen flor y fruto.

#### Características de la zona tórrida intertropical
Las regiones situadas en la línea ecuatorial, por tener su cenit en este círculo, tienen la esfera recta y sus propiedades son las siguientes:
1. Dos días en el año tienen el Sol en el cenit al punto del mediodía, estos son el 23 de marzo y el 23 de septiembre, porque el Sol en ellos hace la revolución diurna por el ecuador.
2. Lo más que se aparta el Sol de su cenit son 23º30'. Esto sucede en 22 de junio y 22 de diciembre, pues entonces la revolución diurna del Sol se hace por los trópicos.
3. Las estaciones del año llamadas estío, otoño, invierno y primavera (atendiendo al movimiento del Sol) se cuentan generalmente de este modo: el estío empieza cuando el Sol se halla más próximo al cenit, el invierno cuando el Sol está más apartado, el otoño cuando apartándose del cenit se halla en la distancia media y la primavera cuando se halla en la distancia media acercándose al cenit; con esto se comprende que los habitantes del ecuador tienen dos estíos, dos otoños, dos inviernos y dos primaveras en un año. El primer estío empieza el 21 de marzo teniendo el Sol en su cenit y dura hasta el 21 de abril que el Sol hace la declinación 11°45′ (mitad de su máxima declinación), después sigue un otoño de dos meses hasta el 22 de junio que el Sol tiene la máxima declinación, luego sigue un invierno de dos meses hasta el 23 de agosto que el Sol tiene la declinación media, después sigue una primavera hasta el 23 de septiembre; luego otro estío de un mes hasta el 23 de octubre, luego un otoño de dos meses hasta el 21 de diciembre, después un invierno de dos meses hasta el 20 de febrero y, finalmente, otra primavera de un mes hasta el 21 de marzo. La razón de no ser iguales los tiempos consiste en que la declinación del Sol mientras se halla en los signos de Aries, Libra, Virgo y Piscis, es casi igual a la que hace mientras corre los otros 8 signos.

### Las zonas templadas
Se denomina zonas templadas a las zonas entre cada uno de los trópicos y su correspondiente círculo polar en el hemisferio. Estas zonas se caracterizan por:
1. El Sol nunca alcanza el cenit.
2. El clima no es tan caluroso como en la zona intertropical ni tan frío como en las zonas polares.
3. Durante todo el año, el Sol cruza el horizonte dos veces. En otras palabras, los días y las noches nunca superan las 24 horas de duración (ver diferencias con las zonas polares). Sin embargo, en los lugares cercanos al círculo polar, durante los solsticios se presentan días o noches cercanos a las 24 horas de duración.
4. Las variedades de fauna y flora son mayores.

También llamadas zonas subtropicales, estas presentan una serie de núcleos de alta presión, en ambos hemisferios, alineados siguiendo aproximadamente los 35° de latitud. Los ejes de cada cinturón experimentan un débil desplazamiento meridiano anual.

### Las zonas polares
Las zonas polares están situadas al norte del círculo polar ártico y al sur del círculo polar antártico. En el caso de la zona polar sur, se suele tomar como punto de partida el paralelo 58, para incluir la totalidad del continente antártico.

## Otros paralelos notables
Una serie de fronteras sub-nacionales e internacionales  fueron destinados a ser definidos por, o se aproxima por, paralelos. Los paralelos son fronteras convenientes en el hemisferio norte porque la latitud astronómica puede medirse aproximadamente (con una precisión de unas pocas decenas de metros) observando la Estrella Polar.
| Paralelo | Descripción |
| -------- | --- |
| 81°N     | En Svalbard, Noruega, los límites norte y sur de la zona comprendida por el Tratado de Svalbard de 9 de febrero de 1920. |
| 74°N     | |
| 70°N     | En Isla Victoria, Canadá, dos tramos de la frontera entre Territorios del Noroeste y Nunavut. |
| 60°N     | En Canadá, la frontera sur de Yukón con la frontera norte de Columbia Británica; la frontera sur de los Territorios del Noroeste con las fronteras norte de Columbia Británica, Alberta y Saskatchewan; y la frontera sur de Nunavut continental con la frontera norte de Manitoba, dando lugar a la expresión «al norte del sesenta» para los territorios.                              |
| 54°40′ N | La frontera entre los territorios rusos del siglo XIX al norte y las reivindicaciones territoriales estadounidenses y británicas en conflicto en el oeste de Norteamérica. Las reivindicaciones enfrentadas dieron lugar a la disputa de la frontera de Oregón entre Gran Bretaña y Estados Unidos, que dio origen al eslogan «Cincuenta y cuatro cuarenta o lucha.»                     |
| 52°N     | En Canadá, parte de la frontera entre Terranova y Labrador y Quebec. |
| 51°N     | El límite sur de América rusa desde 1799 hasta 1821. |
| 49°N     | Gran parte de la la frontera entre Canadá y Estados Unidos, desde la Columbia Británica hasta Manitoba; «paralelo 49» es una expresión común para referirse a la frontera, aunque la mayoría de la población de Canadá vive en realidad al sur del paralelo. |
| 48°N     | En Canadá, parte de la frontera entre Quebec y Nuevo Brunswick. |
| 46°N     | En Estados Unidos, parte de la frontera entre Washington y Oregón. |
| 45°N     | Se aproxima a la parte de la frontera Canadá-Estados Unidos entre Quebec (Canadá) y Nueva York y Vermont (EE. UU.). También se aproxima a la mayor parte de la frontera entre Montana y Wyoming. |
| 43°30′ N | En Estados Unidos, la frontera entre Minnesota y Iowa. |
| 43°N     | En Estados Unidos, gran parte de la frontera entre Dakota del Sur y Nebraska. |
| 42°30′ N | En Estados Unidos, la frontera entre Wisconsin e Illinois. |
| 42°N     | Originalmente el límite norte de Nueva España. En Estados Unidos, las fronteras meridionales de Oregón e Idaho donde se encuentran con las fronteras septentrionales de California, Nevada y Utah. El paralelo también define gran parte de la frontera entre Pensilvania y New York. |
| 41°N     | En Estados Unidos, parte de la frontera entre Wyoming y Utah, la frontera entre Wyoming y Colorado, y parte de la frontera entre Nebraska y Colorado. |
| 40°N     | En Estados Unidos, la frontera entre Nebraska y Kansas. El paralelo se eligió originalmente para la línea Mason-Dixon, pero la línea se trasladó varios kilómetros al sur para evitar biseccionar la ciudad de Filadelfia. |
| 38°N     | El límite entre las zonas de ocupación Soviética y Americanos en Corea, y más tarde entre Corea del Norte y Corea del Sur, desde 1945 hasta la guerra de Corea (1950-1953). |
| 37°N     | En Estados Unidos, la frontera sur de Utah con la frontera norte de Arizona. La frontera sur de Colorado con las fronteras norte de Nuevo México y Oklahoma. La frontera sur de Kansas con la frontera norte de Oklahoma. |
| 36°30′ N | La histórica línea del Compromiso de Misuri (la división histórica entre estados esclavos y libres). En Estados Unidos, define parte de la frontera entre Oklahoma y Texas, la mayor parte de la frontera entre Misuri y Arkansas. Geográficamente es una extensión hacia el oeste de la frontera entre Virginia y Carolina del Norte y parte de la frontera entre Kentucky y Tennessee. |
| 36°N     | En Estados Unidos, un corto tramo de la frontera entre el Bootheel de Misuri y Arkansas. |
| 35°N     | En Estados Unidos, la frontera sur de Tennessee, que confluye con Misisipi, Alabama y Georgia. También, parte de la frontera entre Carolina del Norte y Georgia. |
| 33°N     | En Estados Unidos, la frontera sur de Arkansas, que se encuentra con la frontera norte de Luisiana, está aproximada por el paralelo. Históricamente, definía la frontera sur del Territorio de Luisiana. |
| 32°N     | En Estados Unidos, parte de la frontera entre Nuevo México y Texas. |
| 31°20′ N | Parte de la frontera entre EE. UU. y México (Sonora y Chihuahua); la frontera sur de Arizona y el Bootheel de Nuevo México. |
| 31°N     | Parte de la frontera entre Irán e Irak. En Estados Unidos, parte de la frontera entre Misisipi y Luisiana, y parte de la frontera entre Alabama y Florida. |
| 28°N     | En México, frontera entre Baja California y Baja California Sur. |
| 26°N     | Parte de la frontera entre el Sáhara Occidental (reclamado por Marruecos) y Mauritania. |
| 25°N     | Parte de la frontera entre Mauritania y Malí. |
| 22°N     | Gran parte de la frontera entre Egipto y Sudán, en parte disputada (véase también Triángulo de Hala'ib). |
| 20°N     | Un corto tramo de la frontera entre Libia y Sudán, y dentro de Sudán, la frontera norte de la región de Darfur. |
| 17°N     | División entre la República de Vietnam (Vietnam del Sur) y la República Democrática de Vietnam (Vietnam del Norte) durante la guerra de Vietnam. |
| 15°N     | Frontera marítima de facto entre Honduras y Nicaragua. |
| 13°5′ N  | Parte de la frontera entre Chad y Camerún, en un tramo de 41,6 km, en parte en el Lago Chad |
| 10°N     | Parte de la frontera entre Guinea y Sierra Leona. |
| 8°N      | Parte de la frontera entre Somalia y Etiopía. |
| 1°N      | Parte de la frontera entre Guinea Ecuatorial y Gabón. |
| 1°S      | La mayor parte de la frontera entre Uganda y Tanzania, y un tramo muy corto de la frontera entre Kenia y Tanzania en el Lago Victoria. |
| 7°S      | Un corto tramo de la frontera entre República Democrática del Congo y Angola. |
| 8°S      | Dos tramos cortos de la frontera entre la República Democrática del Congo y Angola. |
| 10°S     | Un corto tramo de la frontera entre Brasil y Perú. |
| 13°S     | Parte de la frontera entre Angola y Zambia. |
| 16°S     | Parte de la frontera entre Mozambique y Zimbabue. |
| 22°S     | Un corto tramo de la frontera entre Namibia y Botsuana, y partes de la frontera entre Bolivia y Argentina. |
| 26°S     | En Australia, la frontera entre Australia Meridional y el Territorio del Norte, y parte de la frontera entre Australia Meridional y Queensland. |
| 28°S     | En Argentina, la frontera entre la Provincia del Chaco y la Provincia de Santa Fe. |
| 29°S     | En Australia, gran parte de la frontera entre Queensland y Nueva Gales del Sur. |
| 35°S     | En Argentina, parte de la frontera entre Provincia de Córdoba y Provincia de La Pampa. |
| 36°S     | En Argentina, parte del límite entre la Provincia de Mendoza y la Provincia de La Pampa, y parte del límite entre la Provincia de San Luis y la Provincia de La Pampa. |
| 42°S     | En Argentina, el límite entre la Provincia de Río Negro y la Provincia de Chubut. |
| 46°S     | En Argentina, límite entre la Provincia de Chubut y la Provincia de Santa Cruz. |
| 52°S     | Parte de la frontera entre Argentina y Chile. |
| 60°S     | El límite norte de la Antártida a efectos del Sistema del Tratado Antártico (véase map). El límite septentrional del Océano Antártico. |